# Siegbert Schmeißer

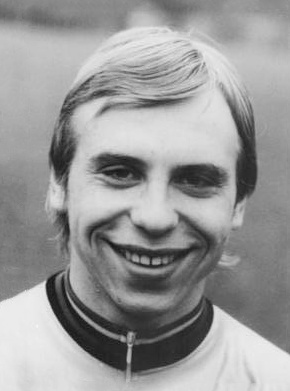
Siegbert Schmeißer 1977

Siegbert Schmeißer (* 24. März 1957 in Gera) ist ein ehemaliger deutscher Radrennfahrer und nationaler Meister im Radsport, der auf der Straße, im Querfeldeinrennen und auf der Bahn aktiv war.

## Sportliche Laufbahn
Einen Titel gewann er bei den Rennen der Kinder- und Jugendspartakiade 1972. Seinen ersten DDR-Meistertitel gewann er 1975 in der Mannschaftsverfolgung der Klasse Jugend A. Schmeißer nahm als 19-Jähriger an den Olympischen Sommerspielen 1976 teil, konnte das 175 km lange olympische Straßenrennen in Montreal aber nicht beenden. Zu seinen bedeutendsten Erfolgen gehören der Gewinn der DDR-Rundfahrt 1976 (er war in diesem Rennen auch bester Nachwuchsfahrer), der Bulgarien-Rundfahrt 1977 und zwei Etappensiege bei der Friedensfahrt, die ihm 1977 und 1978 gelangen. Einen nationalen Meistertitel gewann er 1976, als er bei der DDR-Meisterschaft im Bergzeitfahren siegte.
Wie fast alle Straßenfahrer der DDR startete er auch auf der Bahn der Werner-Seelenbinder-Halle in Berlin. Dort gewann er die „Internationale Zweier-Mannschaftsmeisterschaft“ 1977 mit Hans-Joachim Hartnick als Partner sowie 1978 die 6 Tage um den Preis der Jungen Welt mit Holger Kickeritz.
Dem SC Dynamo Berlin gehörte Siegbert Schmeißer ab 1974 an.

## Palmarès
1975
 Junioren-Weltmeisterschaft – Mannschaftszeitfahren (mit Andreas Petermann, Volker Winkler und Detlef Macha)
1976
Gesamtwertung DDR-Rundfahrt (vor Uwe Freese und Bernard Kręczyński)
 DDR-Bergmeisterschaft (vor Bernd Drogan und Detlef Kletzin)
1977
Gesamtwertung Bulgarien-Rundfahrt
eine Etappe Friedensfahrt
 DDR-Meisterschaften im Bahnradsport auf der Winterbahn – Mannschaftsverfolgung (mit Jürgen Lippold, Ottmar Trittel und Olaf Heine)
 DDR-Meisterschaften im Bahnradsport auf der Winterbahn – Punktefahren (nach Horst Bartels und vor Hans-Joachim Hartnick)
1978
eine Etappe Friedensfahrt (als Kapitän der DDR-Mannschaft)

## Sonstiges
Sein erlernter Beruf ist Zerspanungsfacharbeiter. Er ist 1,80 m groß und wog in seiner aktiven Zeit 73 kg.